# Cropani
Cropani ist eine italienische Stadt in der Provinz Catanzaro in Kalabrien mit 4749 Einwohnern (Stand 31. Dezember 2023).

## Lage und Daten
Cropani liegt 35 km östlich von Catanzaro etwa 5 km vom Meer entfernt. Die Nachbargemeinden sind Andali, Botricello, Cerva, Sellia Marina und Sersale.

## Geschichte
Cropani wurde im 10. Jahrhundert gegründet. Der Ort gehörte zur Grafschaft Belcastro. Im 16. Jahrhundert wurde der Ort von den Türken zerstört. Durch das Erdbeben im Jahre 1783 wurden Gebäude stark beschädigt.

## Sehenswürdigkeiten
Der Dom stammt aus dem 15. Jahrhundert. Er ist der Himmelfahrt Marias geweiht. Die Kirche Santa Lucia hat eine sehenswerte Holzdecke und Einbogenfenster. Die Kollegialkirche stammt aus dem 14. Jahrhundert. In der Umgebung des Ortes befinden sich Salzquellen.

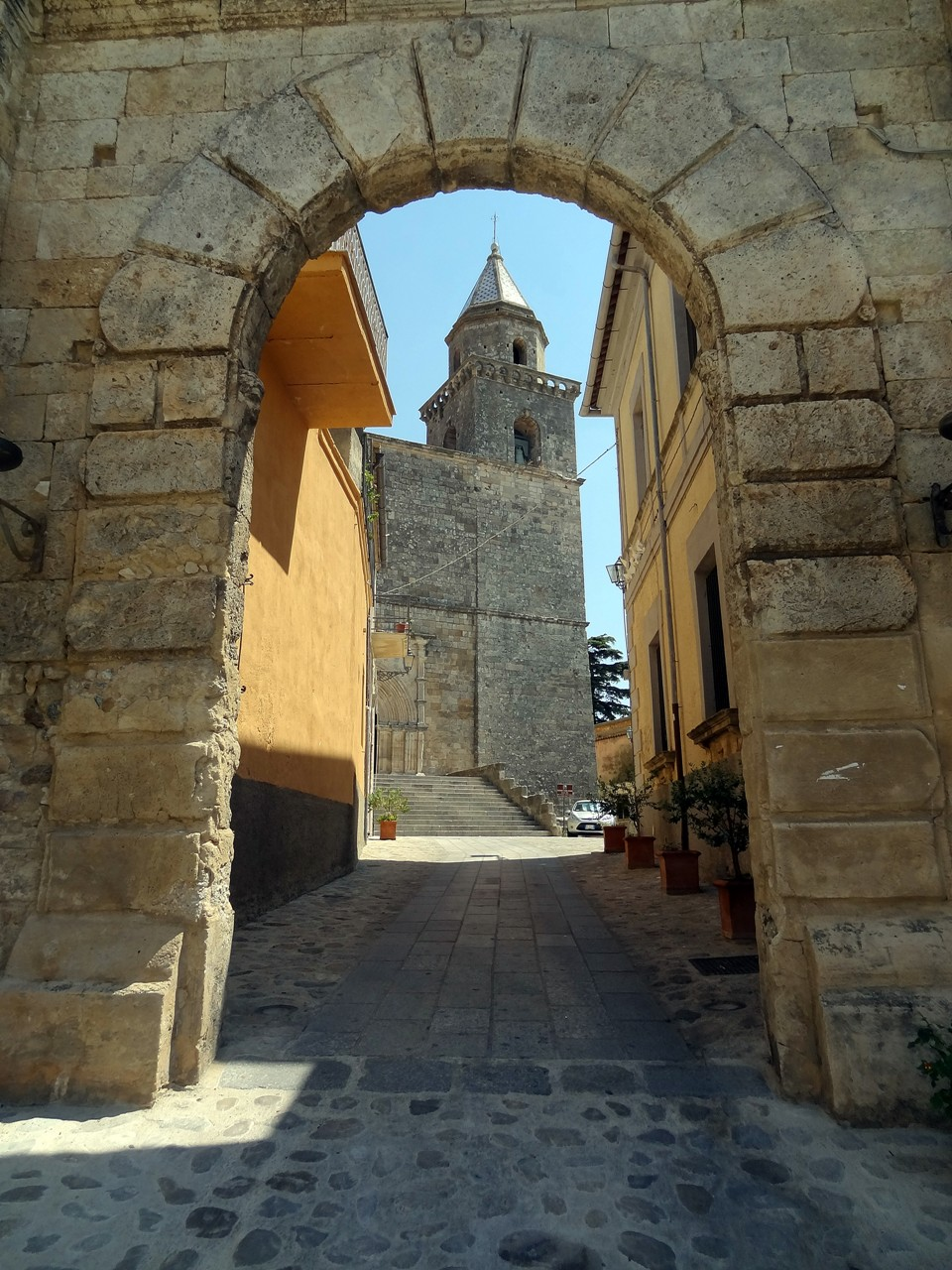
Blick zum Dom
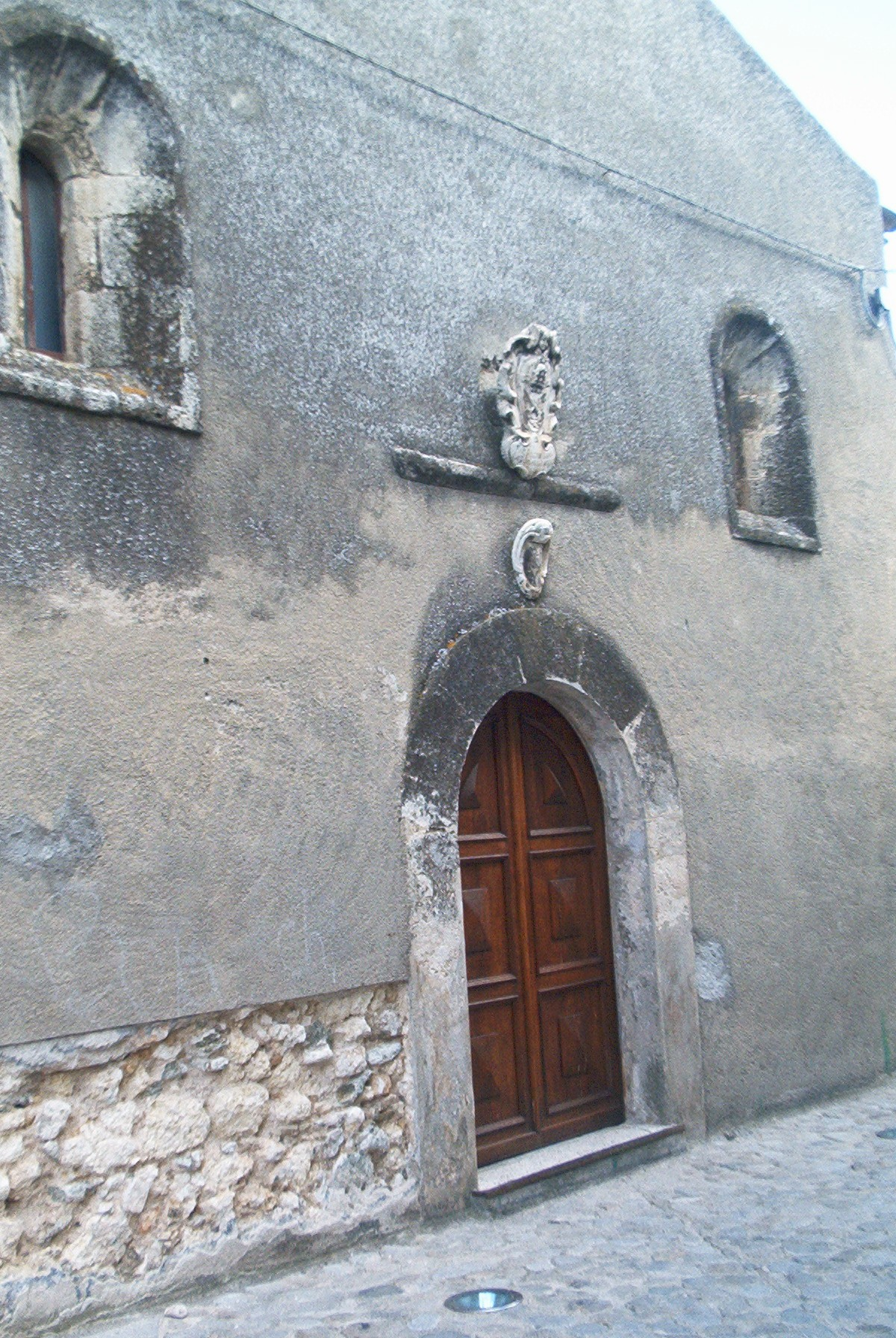
Kirche Santa Lucia
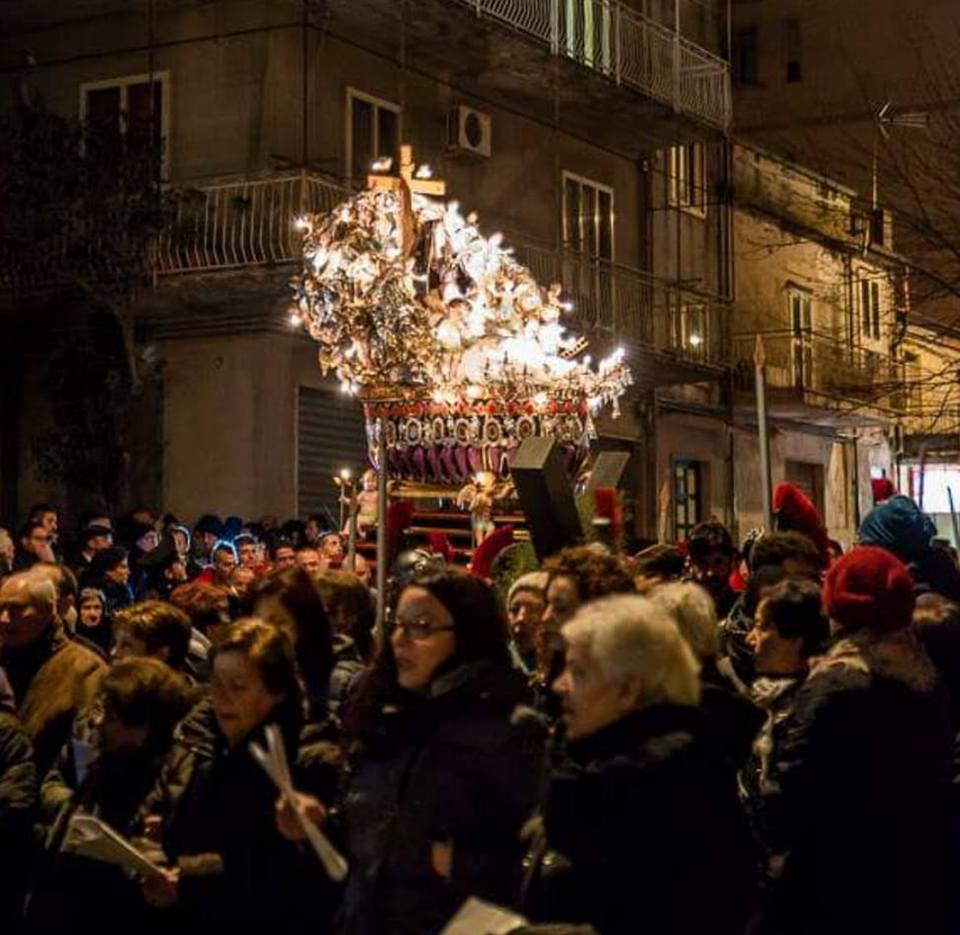
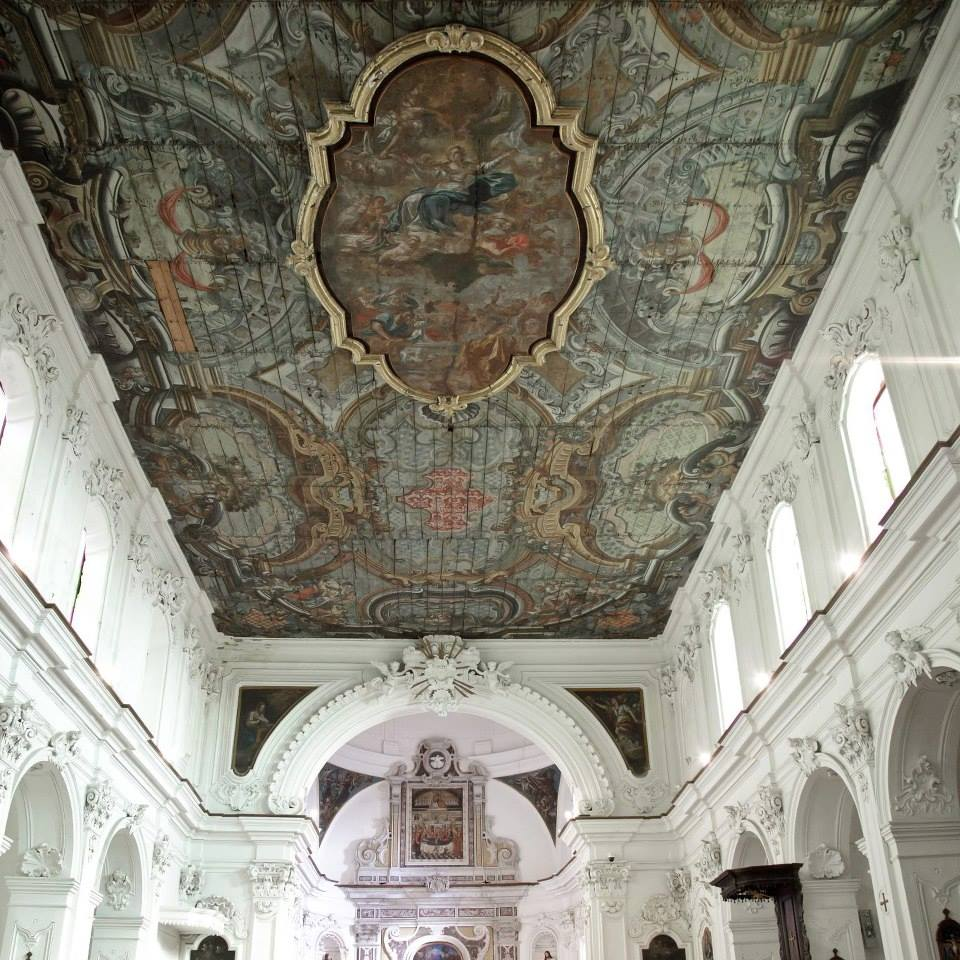